# Callas Forever
Callas Forever es una película de 2002, dirigida por el prestigioso cineasta italiano Franco Zeffirelli. Es una fantasía histórica a manera de biopic que narra los últimos días de la diva de ópera Maria Callas. En ella Zeffirelli, afamado director de óperas que trabajó con ella, quiso ofrecer su particular homenaje a quien fue su más admirada amiga.

## Argumento
Larry Kelly (Jeremy Irons) es un productor musical que está en París por un gran concierto. Recibe una llamada de Sarah Keller (Joan Plowright) instándole a que vaya a ver a su antigua amiga, la diva de la ópera Maria Callas (Fanny Ardant), que está recluida en su piso de París, con la voz rota y con una gran depresión por la muerte de quien ha sido el gran amor de su vida, el naviero griego Aristóteles Onassis. 
Larry Kelly, que ve muy desmejorada a su amiga, intenta convencerla para que ruede unas óperas para el cine. Callas al inicio se niega porque es consciente del declive de su voz, pero accede de mala gana cuando Kelly le dice que la voz utilizada en ellas será la grabada en sus mejores años y que hará playback. Sarah Keller le ayuda a convencer a la diva, pues se niega unos días más tarde. Callas graba la ópera Carmen de Georges Bizet, y la soprano le pide que no la estrene, porque piensa que es un fraude. Más tarde Callas piensa en grabar la Tosca de Giacomo Puccini, con su propia voz. Pero cuando comienza a barajar ideas al respecto, la diva se niega definitivamente. En una de las escenas finales Maria, se reúne con Larry en una banca de parque, ella de buena gana comparte lo que espera de la vida y con un gesto de libertad termina el encuentro y se aleja con el fondo de los árboles del parque, con una sonrisa lejana a Larry, finalizando la película.

## Comentarios
Zeffirelli, gran director artístico de óperas, muchas de ellas con Maria Callas, quiso rendir un homenaje a la que fue amiga suya durante más de 40 años. Comenzando con la reclusión real de la soprano en su piso de París, los personajes de Irons y Plowright, son inventados.
La actriz francesa Fanny Ardant, encarnó de manera encomiable a la soprano griega en los últimos días de su vida. Ardant grabó con su voz algunos de los fragmentos que se escuchan en la película, cuando Callas intenta cantar la Aria, "Un bel di vedremo" de la opera Madamme Butterfly, y no puede pues tiene la voz rota, una de las escenas más logradas de la película. Ardant, logró combinar el dolor de la Callas, por el abandono de Onassis y la pérdida de su magistral voz, esa perdidas, unida a una gran presión del público y de ella consigo misma.
Se estrenó en el año 2002, teniendo una tibia acogida entre el público y siendo maltratada por la crítica por su falta de contexto histórico.

## Ficha artística
- Fanny Ardant: Maria Callas
- Jeremy Irons: Larry Kelly
- Joan Plowright: Sarah Keller
- Jay Rodan: Michael.

## Ficha técnica
- Director: Franco Zeffirelli
- Producción: Andrei Boncea
- Guion: Martin Sherman y Franco Zeffirelli, basado en una idea de Zeffirelli
- Música original: Alessio Vlad
- Música no original: Giacomo Puccini, Giuseppe Verdi, Vincenzo Bellini, Georges Bizet
- Sonido: Philippe Barnes
- Director de arte: Luigi Quintili
- Vestuario: Karl Lagerfeld, para Fanny Ardant
- Montaje: Sean Barton